# Articulavirales
Ordre
Taxons de rang inférieur
- Ordre : Articulavirales
  - Famille : Amnoonviridae (en)
    - Genre : Tilapinevirus (en)
      - Espèce : tilapinevirus du tilapia (en)

  - Famille : Orthomyxoviridae
    - Genre : Alphainfluenzavirus
      - Espèce : virus de la grippe A

    - Genre : Betainfluenzavirus
      - Espèce : virus de la grippe B

    - Genre : Gammainfluenzavirus
      - Espèce : virus de la grippe C

    - Genre : Deltainfluenzavirus
      - Espèce : virus de la grippe D

    - Genre : Isavirus
      - Espèce : isavirus du saumon

    - Genre : Quaranjavirus
      - Espèce :  Q. araguariense
      - Espèce :  Q. chadense
      - Espèce :  Q. johnstonense
      - Espèce :  Q. quaranfilense
      - Espèce :  Q. tyulekense
      - Espèce :  Q. wellfleetense

    - Genre : Thogotovirus
      - Espèce :  thogotovirus Dhori
      - Espèce :  thogotovirus Thogoto

Les Articulavirales sont un ordre de virus à ARN monocaténaire de polarité négative de la classe des Insthoviricetes. Le nom articulavirales est issu du latin articulata dans le sens de « segmenté », indiquant le fait que le génome de ces virus est fragmenté en plusieurs molécules d'ARN.